# Kent (zespół muzyczny)
Kent – szwedzki zespół rockowy założony w 1990 roku.
Wszyscy członkowie zespołu pochodzą z miejscowości Eskilstuna, lecz obecnie żaden z nich nie mieszka w rodzinnym mieście.
Grupa początkowo nazywała się Coca-Cola Kids, później nazwa została zmieniona na: Jones & Giftet, Havsänglar i ostatecznie Kent. Kent to jedna z najpopularniejszych grup rockowych w Szwecji.
Minęło kilka lat, nim zespół został zauważony, lecz ich debiutancki album Kent odniósł sukces, a każda następna płyta biła rekord ustanowiony przez poprzednią. Kent koncertował w USA i Europie Zachodniej.
Zespół ma w swoim dorobku kilka radiowych przebojów, w tym Kräm (så nära får ingen gå) oraz angielskie wersje dwóch płyt (Isola oraz Hagnesta Hill).

## Historia

### 1990-1995
Najpierw była grupa Jones & Giftet założona w 1990 r. przez Joakima Berga, Martina Skölda, Markusa Mustonena, Samiego Sirviö i Thomasa Bergqvista. Jocke przywiózł z Londynu dwie gitary - dla siebie i Samiego, na których powoli uczyli się grać. Członkowie zespołu spotykali się i zbierali w lokalach Eskilstuny.
Na przeglądzie talentów Cult’91 w Eskilstunie dostrzegł ich Markus Nygren z EMI i razem stworzyli swoją pierwszą taśmę demo. Rok później Thomas Bergqvist został zastąpiony przez Martina Roosa i wkrótce grupa zmieniła nazwę na Havsänglar.
Kapela tydzień po tygodniu, miesiąc po miesiącu dawała koncerty w lokalnych klubach.
Martin Roos wyjechał do Sztokholmu, gdzie przenieśli się wkrótce pozostali „Morscy Aniołowie”, a Adam Berg (brat Joakima) ochrzcił kapelę nowym imieniem - Kent.
W marcu 1994 zostało nagrane demo z 10 piosenkami, które trafiło do Petera Ejhedena, który zaczynał właśnie pracę w BMG. 26 czerwca gotowy był już kontrakt. Kent wszedł do studia, by nagrać swój debiutancki album.

### 1995–2000
W lutym pojawił się pierwszy singel zespołu - „När det blåser på månen”, a 15 marca na półki sklepów muzycznych trafił debiutancki album zatytułowany po prostu „Kent”. Szwedzkie listy przebojów, krytycy i co najważniejsze, publiczność - wszyscy przyjęli album z wielkim entuzjazmem. Martin Roos rozpoczął pracę w Sony Music, a na koncertach zastąpił go Harri Mänty. Zespół został nagrodzony szwedzką nagrodą Grammis (Grupa roku). Na fali sukcesu - dokładnie rok po pierwszej płycie - ukazał się drugi album zatytułowany „Verkligen”. Krążek utrzymał się na pierwszych miejscach list przebojów przez kilka tygodni.
Kolejny rok Kent zaczął od ponownego zdobycia dwóch nagród Grammis oraz Rockowego Niedźwiedzia (Rockbjörn) za najlepszy zespół. Wkrótce muzycy zaczęli pracować nad swoim trzecim albumem, tym razem w Belgii. 6 października 1997 r. spragniona publiczność usłyszała pierwszy singel z nowego albumu - był to „Om du var här”, a 12 listopada ukazał się nowy album zatytułowany „Isola”.
5 lutego 1998 r. album osiągnął status platynowej płyty, a kilka dni potem zespół dostał dwie nagrody Grammis oraz trzy Rockowe Niedźwiedzie. „Isola” podbiła całą Skandynawię - zespół dał ponad 50 koncertów w Szwecji, Norwegii, Danii i Finlandii. Potem wyruszył w swoje pierwsze europejskie tournée, dając koncerty w Belgii, Anglii, Holandii, Niemczech.
W kwietniu „Isola” ukazała się w wersji angielskiej, a zespół wyjechał na koncerty do USA i Kanady, by tam zagrać między innymi z The Cardigans. Jesienią grupa nagrała piosenkę dla Amnesty International „Längtan skala 3:1”, która ukazała się na B-sidor 95-00.
W styczniu Kent dał serię koncertów w Wielkiej Brytanii, a w lutym po raz kolejny z The Cardigans za oceanem.
Po krótkim odpoczynku latem, członkowie grupy weszli do studia - skutek ich pracy pokazał się w listopadzie, kiedy został wydany singel „Musik Non Stop” pilotujący nową płytę zatytułowaną „Hagnesta Hill’’. Album ukazał się 6 grudnia 1999 r.

### 2000−2005
Pod koniec stycznia 2000 r. Kent zaczął swoje skandynawskie tournée, które powaliło publiczność na całym półwyspie. Bilety na każdy koncert były wyprzedane na pniu. Zespół po raz kolejny zdobył nagrody Grammis oraz Rockowe Niedźwiedzie. Krytyka ogłosiła Kent największą rockową kapelą Szwecji.
Razem z wydaniem angielskiej wersji „Hagnesta Hill” (28 kwietnia 2000) zespół ruszył na kolejne europejskie tournée, które skończyło się na festiwalu w Roskilde. W listopadzie ukazał się podwójny album ze stronami B (B-sidor 95-00) z wydanych dotychczas singli, który został zapowiedziany przez nową piosenkę „Chans”. Na albumie znalazł się premierowy utwór, „Spökstad” i znane już „Rödljus” i „En helt ny karriär” wydane w nowych wersjach.
Grupa zafundowała sobie zasłużone wakacje. Latem zagrała tylko jeden koncert na festiwalu w Hultsfred. 19 maja 2001 r. dzięki telewizji SVT pokazany został film dokumentalny (stworzony przez Mathiasa Engstranda i Pera Larsena) „Så nära får ingen gå - ett år med Kent”.
We wrześniu 2001 Kent zagrał specjalny koncert w sztokholmskiej hali Globen razem z Roxette i The Ark.
Pod koniec roku ukazały się dwie informacje - o tym, że Kent wszedł do studia, by nagrać kolejną, piątą już płytę oraz że grupa zagra w 2002 r. w ramach festiwalu Kalas ponad 10 koncertów.
14 lutego 2002 na gali rozdania nagród Grammis zespół zagrał „Dom andra” - premierową piosenkę z albumu „Vapen & ammunition”, który ukazał się 15 kwietnia. Album oraz single go promujące okupowały pierwsze miejsca list przebojów przez wiele tygodni. Pod koniec roku Jocke Berg ogłosił, że Kent nie zamierza wydać anglojęzycznej wersji „V&A”.
Rok 2002 to dla Kent ponad 50 koncertów (między innym festiwal Kalas, Wig-Wam tour).
Rok zakończył się zdobyciem serii nagród stacji radiowych i telewizyjnych (w tym MTV Music Awards za najlepszy zespół Skandynawii).
Kent zdobył 2 Rockowe Niedźwiedzie oraz 7 nagród Grammis (każda nominacja przyniosła nagrodę). 6 czerwca 2003 grupa zagrała na Stadionie w Sztokholmie. Sprzedano ponad 32 tysiące biletów - wszystko w ciągu kilkunastu godzin. Imponujące!

### 2005–2010

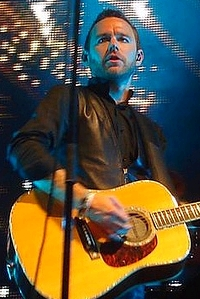
Jocke Berg - koncert zespołu Kent, Norrköping 1.08.2008, Szwecja

15 marca 2005 r. wyszedł nowy album „Du & jag döden”, a 28 października EP „The hjärta & smärta”. Kent wygrał Rockowego Niedźwiedzia (w kategorii Album Roku) oraz dwie nagrody Grammis.
W 2006 r. ze składu grupy odszedł gitarzysta, Harri Mänty.
17 września 2007 r. ukazał się singel „Ingenting” zapowiadający nową płytę zespołu. 17 października ukazał się nowy album grupy - „Tillbaka till samtiden”. Kent zdobył dwie nagrody Grammis (Grupa roku, Album roku), Rockowego Niedźwiedzia oraz nagrodę P3. Pod koniec 2007 r. grupa rozpoczęła jesienno-zimową trasę promującą najnowszy album.
W marcu 2008 r. zespół zakończył trasę promocyjną płyty. W czasie wakacji (czerwiec-sierpień) Kent zagrał jeszcze 17 koncertów.
29 października 2008 ukazał się box set zawierający wszystkie, nagrane dotychczas, albumy Kent – Box 1991–2008. Pod koniec 2008 r. grupa otrzymała nominacje do nagród Rockowe Niedźwiedzie w czterech kategoriach (Grupa roku, Piosenka roku, Album roku - Box 1991–2008 oraz Najlepszy live-act) oraz po nominacji do nagród Grammis: Kent - Grupa roku, Jocke Berg - Autor tekstów.
5 października ukazał się pierwszy singiel Töntarna promujący nadchodzącę płytę. Singiel trafił na pierwsze miejsca szwedzkich list przebojów. 2 listopada wydany został singiel charytatywny 2000 w limitowanym nakładzie 100 kopii. Utwór został wykorzystany w czołówce do szwedzkiego dokumentu Hemlösa, mówiącym o problemie bezdomności w Sztokholmie. W tym samym dniu swoją premierę miał utwór Tuna 350, którego autorami są Markus i Martin. Piosenka powstała z okazji jubileuszu miasta Eskilstuna, w którym powstał zespół. 6 listopada 2009 roku odbyła się premiera kolejnego, ósmego już, albumu grupy Kent – Röd.

### 2010-obecnie
Na początku roku grupa wygrała dwie nagrody Grammis w kategoriach Rock roku oraz Producent roku (Kent, Joshua). 25 lutego 2010 roku - czterema koncertach w Sztokholmie - rozpoczęła się trasa koncertowa promująca najnowszy album zespołu. Kent będzie kontynuował trasę przez wakacje - na ten okres planowanych jest 19 koncertów. 14 czerwca na stronie zespołu ukazała się informacja o nowym albumie grupy oraz pojawiły się dwa pierwsze single - Gamla Ullevi i Skisser för sommaren. Nowy krążek - pod tytułem En plats i solen - dostępny jest w większości sklepów od 24 czerwca, jednak jego oficjalna premiera miała miejsce 30 czerwca 2010 roku.

## Dyskografia
- 1995 Kent
- 1996 Verkligen
- 1997 Isola
- 1998 Isola (ang)
- 1999 Hagnesta Hill
- 2000 Hagnesta Hill (ang)
- 2000 B-sidor 95-00
- 2002 Vapen & ammunition
- 2005 Du & jag döden
- 2005 The hjärta & smärta EP
- 2007 Tillbaka till samtiden
- 2008 Box 1991–2008
- 2009 Röd
- 2010 En plats i solen
- 2012 Jag är inte rädd för mörkret
- 2014 Tigerdrottningen
- 2016 Då som nu för alltid

## Muzycy

### Obecny skład zespołu
- Joakim Berg – śpiew, gitara
- Sami Sirviö – gitara elektryczna, instrumenty klawiszowe
- Markus Mustonen – perkusja, śpiew
- Martin Sköld – gitara basowa, instrumenty klawiszowe

### Byli członkowie zespołu
- Thomas Bergqvist - instrumenty klawiszowe (1990–1992)
- Martin Roos – gitara (1992–1995)
- Harri Mänty – gitara (1996-2006)

## Nagrody i wyróżnienia
| Rok  | Kategoria               | Tytułem                      | Nagroda     | Nota      | Źródło |
| ---- | ----------------------- | ---------------------------- | ----------- | --------- | ------ |
| 1997 | Årets svenska grupp     | Kent                         | Rockbjörnen | Laur      | [ 2 ]  |
| 1999 | Årets svenska grupp     | Kent                         | Rockbjörnen | Laur      | [ 2 ]  |
| 2002 | Årets svenska grupp     | Kent                         | Rockbjörnen | Laur      | [ 2 ]  |
| 2003 | Årets svenska grupp     | Kent                         | Rockbjörnen | Laur      | [ 2 ]  |
| 2008 | Årets album             | Tillbaka till samtiden       | Grammis     | Laur      | [ 3 ]  |
| 2008 | Årets producent         | Tillbaka till samtiden       | Grammis     | Nominacja | [ 4 ]  |
| 2008 | Årets grupp             | Tillbaka till samtiden       | Grammis     | Laur      | [ 5 ]  |
| 2009 | Årets grupp             | Kent                         | Grammis     | Nominacja | [ 6 ]  |
| 2010 | Årets svenska livegrupp | Kent                         | Rockbjörnen | Laur      | [ 2 ]  |
| 2010 | Årets album             | Röd                          | Grammis     | Nominacja | [ 7 ]  |
| 2010 | Årets producent         | Röd                          | Grammis     | Laur      | [ 8 ]  |
| 2010 | Årets artist            | Röd                          | Grammis     | Nominacja | [ 9 ]  |
| 2010 | Årets rock              | Röd                          | Grammis     | Laur      | [ 10 ] |
| 2011 | Årets grupp             | En plats i solen             | Grammis     | Nominacja | [ 11 ] |
| 2013 | Årets rock              | Jag är inte rädd för mörkret | Grammis     | Nominacja | [ 12 ] |
| 2015 | Årets album             | Tigerdrottningen             | Grammis     | Nominacja | [ 13 ] |
| 2015 | Årets rock              | Tigerdrottningen             | Grammis     | Laur      | [ 14 ] |